# Геращенко Олекса Петрович

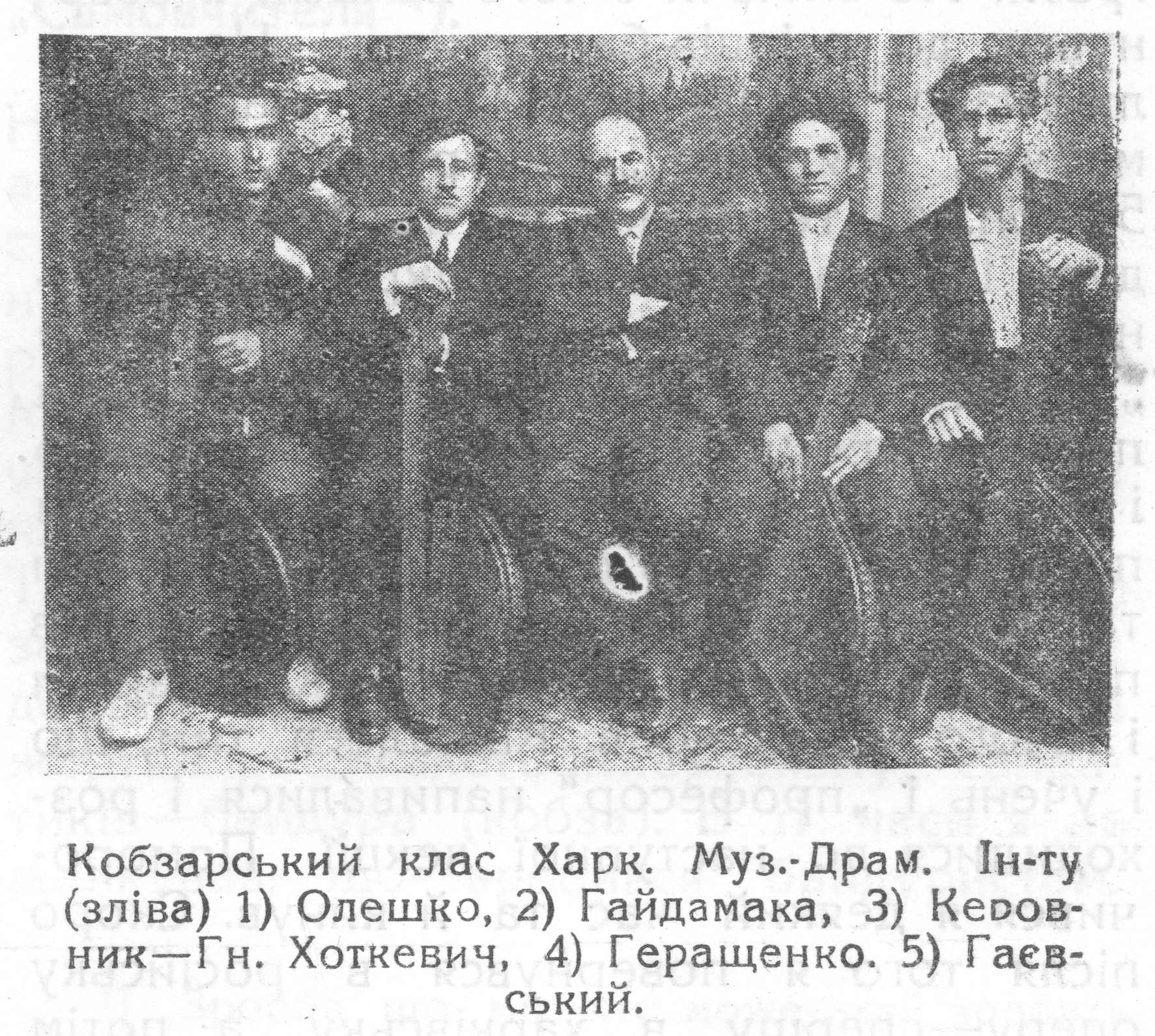
Харківський квартет бандуристів

 Олéкса (Олéсь) Петрóвич Гера́щенко, — Харківський бандурист — учень Г. Хоткевича (1926—1929).
Один з 4-ox, які закінчили повністю курси гри на бандурі у Хоткевича в Харківському музично-драматичному інституті. Грав професійно в Харківському квартеті бандуристів. Фотографії його надруковані у підручнику Хоткевича (1929). Автор статті, як доглядати за бандурою. Став директором Харківської опери в 1932 р. Репресований.